# Cimetière de Sevran
Le cimetière de Sevran est le cimetière de la commune de Sevran. Il est situé 32, avenue du Général-Leclerc.

## Historique
Ce cimetière remplace en 1866 celui de l'église Saint-Martin de Sevran, qui se trouvait devant le côté sud de l'édifice.
Il accueille un monument aux morts, hommage aux victimes des deux guerres mondiales, d'Indochine et des anciens d'Afrique du Nord-Algérie, conçu par messieurs Renard, architecte municipal, et Bourgeois, architecte à Paris et réalisé par l'entreprise Ledoux. Tout d'abord inauguré le 19 juin 1921 dans la cour de la Mairie, il est installé à son emplacement actuel en 1929. 
Outre ce monument aux morts, il s'y trouve aussi un carré de corps restitués.

## Personnalités

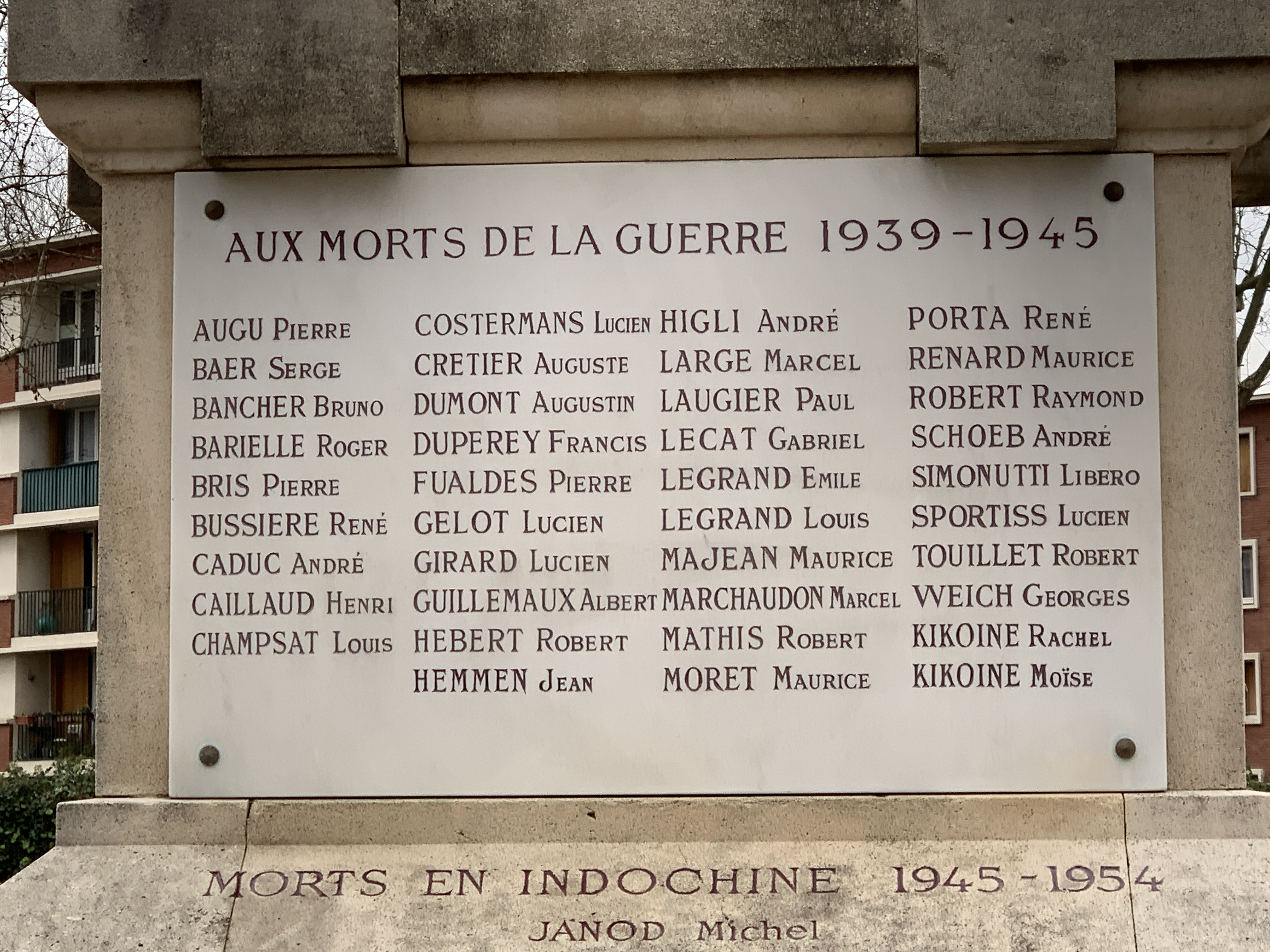
Aux morts de la guerre 1939-1945.

- Nicolas-Martin Pivot, maire de la ville, décédé en 1884[8].
- Denise Albert (1922-2016), résistante communiste.

Le cénotaphe commémorant la Guerre franco-allemande de 1870 porte l'inscription: "A nos morts de la guerre de 1870".
Le cimetière accueille de plus, la sépulture de trois soldats allemands morts pendant cette guerre.